# Світло Землі
«Світло Землі» (англ. Earthlight) — науково-фантастичний роман Артура Кларка, опублікований у 1955.
Роман про війну в 22 столітті між Землею (яка контролює Місяць) та Федерацією колоній на Марсі, Венері та Меркурії.
Причиною війни є дефіцит важких металів в Федерації, оскільки вони добуваються тільки на Землі та в глибоких шахтах (100 км) на Місяці. Це спричинює напад Федерації на Місяць. Обидві сторони застосовують секретну (для іншої сторони) зброю. Федерація — швидкісні військові кораблі, а Земля — захисне електромагнітне поле, та електромагнітну катапульту.
Перша (і остання) битва закінчується з тяжкими втратами для обох сторін, після якої всі розуміють неконструктивність військового способу вирішення конфлікту.
Після війни Місяць стає незалежним від Землі і займає провідну роль в міжпланетній торгівлі за рахунок своїх природних ресурсів і низьких затрат на виведення їх на орбіту.